# Тимелія-темнодзьоб чорногорла
Тиме́лія-темнодзьо́б чорногорла (Stachyris nigricollis) — вид горобцеподібних птахів родини тимелієвих (Timaliidae). Мешкає в Південно-Східній Азії.

## Опис
Довжина птаха становить 15,5–16 см. Верхня частина тіла рудувато-коричнева, груди і живіт сірі, нижня частина живота оливково-зелена або каштанова. Тім'я темно-оливково-коричневе. Обличчя чорне, скроні сірі, за очима білі смуги. Лоб чорний, поцяткований білими смужками. Горло чорне. під дзьобом широкі білі "вуса". Горло відділене від грудей "комірцем" з білих плямок.

## Поширення і екологія
Чорногорлі тимелії-темнодзьоби мешкають на Малайському півострові, Суматрі і Калімантані. Вони живуть у вологих рівнинних тропічних лісах, заболочених лісах і чагарникових заростях. Зустрічаються на висоті до 1400 м над рівнем моря. Живляться безхребетними. Сезон розмноження на Малайському півострові триває з травня по липень, на Калімантані з квітня по серпень. Гніздо кулеподібне, розміщується поблизу землі. В кладці 2 яйця.

## Збереження
МСОП класифікує стан збереження цього виду як близький до загрозливого. Чорногорлим тимеліям-темнодзьобам загрожує знищення природного середовища.